# Гандзлова, Анна
Анна Гандзлова (чеш. Anna Handzlová, 4 июля 1946, Тршинец — 10 мая 2020, Тршинец) — чехословацкая ориентировщица, призёр чемпионата мира по спортивному ориентированию в эстафете. Заслуженный мастер спорта Чехословакии.

## Биография
Анна Гандзлова принимала участие во всех чемпионатах мира по ориентированию начиная с 1970 года. Последним для Анны был чемпионат мира 1981 года, который проходил в Швейцарии, в городе Тун.
Дважды, в 1972 и в 1974, Анна в составе эстафетной команды завоёвывала бронзовые медали.
Высшее достижение на индивитуальной дистанции — 11-е место на чемпионате мира 1970 года, проходившем в Восточной Германии.

## Результаты
Результаты выступлений на международной арене.
| Чемп.   | Место проведения       | Дисциплина | Место |
| ------- | ---------------------- | ---------- | ----- |
| ЧМ 1970 | ГДР, Эйзенах           | классика   | 11-е  |
| ЧМ 1970 | ГДР, Эйзенах           | эстафета   | 5-е   |
| ЧМ 1972 | Чехословакия, Йичин    | эстафета   | 3-е   |
| ЧМ 1972 | Чехословакия, Йичин    | классика   | 14-е  |
| ЧМ 1974 | Дания, Виборг          | эстафета   | 3-е   |
| ЧМ 1974 | Дания, Виборг          | классика   | 12-е  |
| ЧМ 1976 | Великобритания, Авимор | классика   | 20-е  |
| ЧМ 1976 | Великобритания, Авимор | эстафета   | 5-е   |
| ЧМ 1978 | Норвегия, Конгсберг    | классика   | 41-е  |
| ЧМ 1979 | Финляндия, Тампере     | эстафета   | 4-е   |
| ЧМ 1979 | Финляндия, Тампере     | классика   | 24-е  |
| ЧМ 1981 | Швейцария, Тун         | классика   | 14-е  |
| ЧМ 1981 | Швейцария, Тун         | эстафета   | 7-е   |